# 튀일

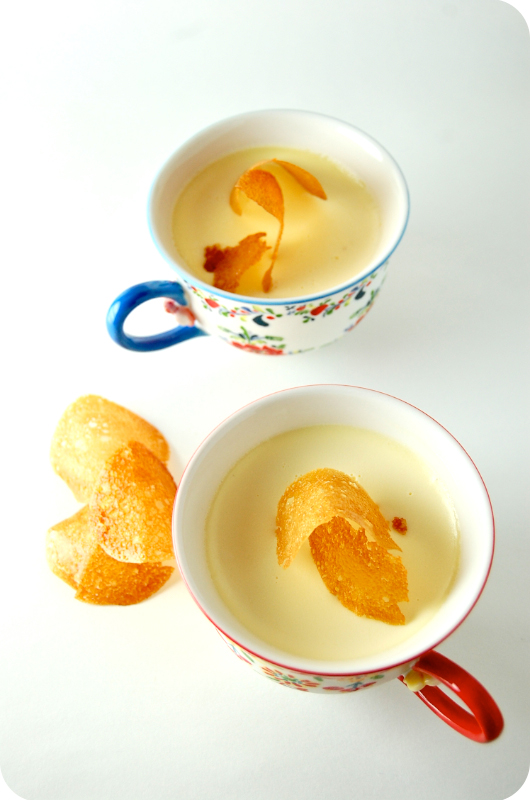
생강 판나 코타와 벌꿀 튀일

튀일(프랑스어: tuile)은 튀일은 프랑스에서 만들어진 얇고 바삭한 웨이퍼이다. 전통적인 지붕 기와를 닮은 아치형 모양을 띠는 것이 특징이며, 프랑스어 "튀일(tuile)"은 "기와"라는 뜻이다. 보통 설탕, 밀가루, 녹인 버터, 달걀 흰자로 만든 반죽을 사용하며, 구운 직후 따뜻할 때 병이나 밀대 같은 곡면에 올려 굽어지게 만든다. 판나 코타 같은 부드러운 디저트에 곁들이거나, 셔벗이나 아이스크림을 담아 먹기도 한다. 현대에는 치즈처럼 짭짤한 재료로 만든 변형도 있다.

## 같이 보기
- 누룽지